# Saltburn, Marske and New Marske
Saltburn, Marske and New Marske är en civil parish i Storbritannien.   Den ligger i kommunen Redcar and Cleveland i riksdelen England, i den centrala delen av landet, 300 km norr om huvudstaden London. Orten har 19 134 invånare (2011).